# Âge d'or (métaphore)
Pour les articles homonymes, voir Âge d'or (homonymie).

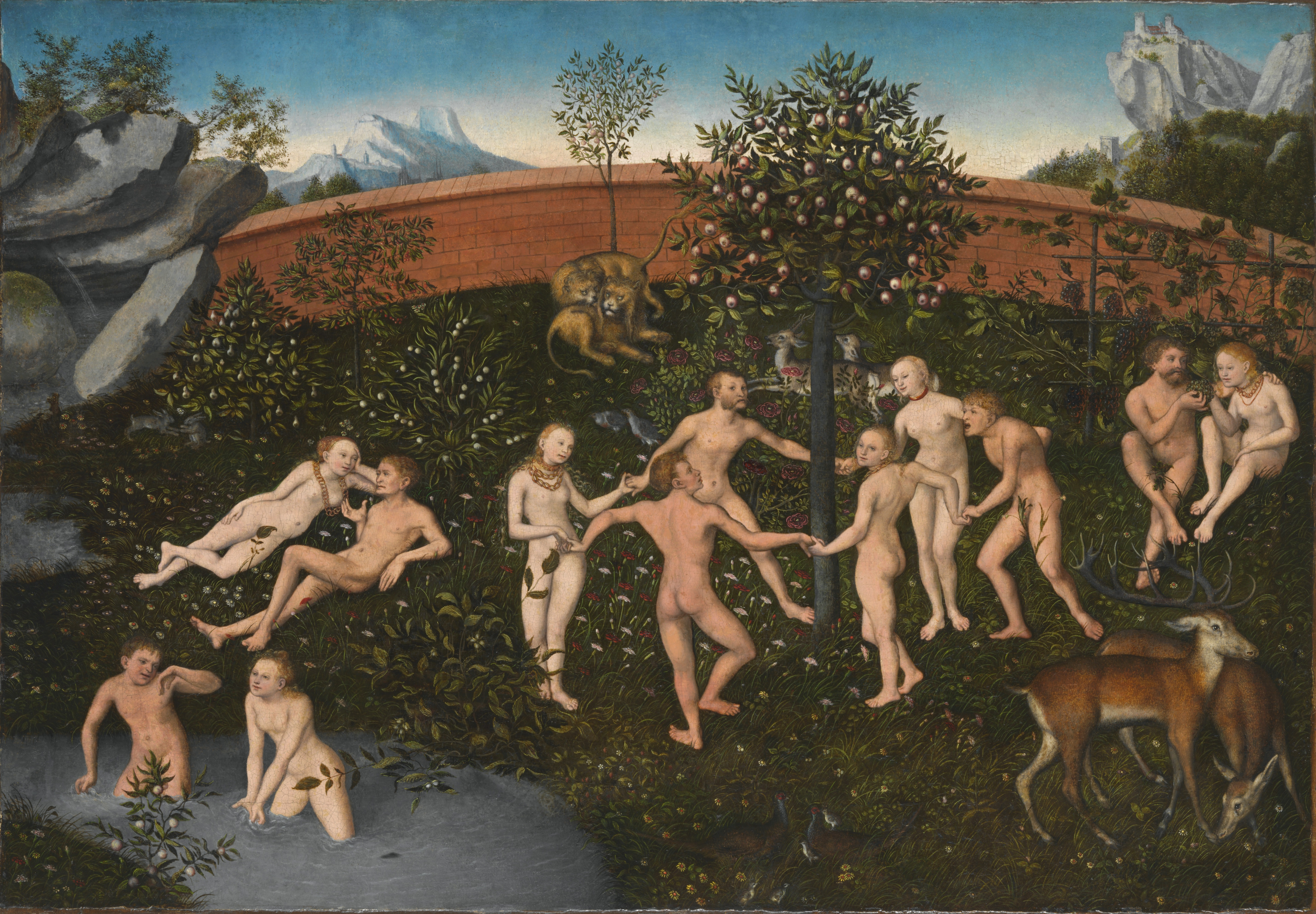
Lucas Cranach l'Ancien, L'Âge d'Or, huile sur panneau, vers 1530, Alte Pinakothek.

Le terme Âge d'or signifie une période florissante où de grandes choses sont accomplies. Il est aussi considéré comme un moment mythique de l'humanité, celui de l'abondance dans une nature généreuse, où tout pousse sans travail. Il est également présent dans la littérature et dans la mythologie grecque.
C'est le poète grec Hésiode qui a introduit ce terme dans la littérature classique dans son œuvre Les Travaux et les Jours.

## Origine du terme
Le terme Âge d'or nous vient de la mythologie grecque, et plus particulièrement de l’œuvre Les Travaux et les Jours écrite par le poète Hésiode. L'âge d'or fait partie de la description d'un déclin temporel des cinq races successives de l’humanité, dont l'or est la première phase. Après cette première époque se succèdent l'argent, le bronze, la race de héros et le fer.

## L'âge d'or en littérature classique
L'âge d'or est décrit par Hésiode comme étant une époque où tous les êtres humains furent créés par les Dieux de l'Olympe. Il n'y avait pas de femmes et ainsi l'homme ne pouvait pas se reproduire. Les hommes vivaient des vies longues et paisibles, étaient en harmonie avec eux-mêmes, et ne craignaient pas la mort. Néanmoins, ils n'étaient par pour autant immortels. A la fin de leurs vies, ils mouraient tous paisiblement dans leurs lits sans aucune trace de leur âge. Le poète romain Ovide souligna la justice et la paix qui définissent l'âge d'or. Il le décrit comme étant l'âge où l'être humain n'avait pas appris la navigation, une époque antérieure à l'agriculture et l'agronomie.

## Utilisation du terme dans la littérature post - classique
La littérature allemande du XIIe siècle jusqu'au XIIIe siècle foisonna de métaphores dans ses écrits. Certaines métaphores de l'or et de l'âge d'or font leur apparition notamment dans les écrits de Konrad Von Würzburg et dans les chants de Minnesänger.
De plus, le poète français Arthur Rimbaud utilisa le concept de l'âge d'or dans certains de ses poèmes, notamment Scènes, Soleil et Chairs. En effet, la sensibilité du poète oscille entre deux pôles : la nostalgie et l'impatience de l'âge d'or.

## Transition de la période à la métaphore
Le terme « Âge d'or » a toujours eu un aspect métaphorique. En effet, après l’œuvre d'Hésiode, Platon a déclaré que les cinq races présentes dans le Mythe des races n'étaient pas composées d'or tel quel mais que ce terme devait être compris comme une métaphore. L'idée de métaphore des « âges des métaux » en tant que périodes historiques réelles a prévalu tout au long des périodes grecque et romaine,. Par ailleurs, cela a servi comme supplément à l’œuvre de Saint Augustin Six âges du monde car, cette idée n'ayant jamais entièrement disparu, elle est réapparu en formant les bases de la division des époques en archéologie.

## Utilisation du terme dans la société humaine
Pour l'Égypte Antique, le terme est souvent associé à la Quatrième Dynastie qui régna de 2613 à 2494 avant J.-C. qui est qualifiée comme « l'âge d'or » de l'ancien royaume égyptien.
L'âge d'or de la littérature russe est une période d'efflorescence poétique puis romanesque qui s'épanouit en Russie dans le premier quart du XIXe siècle avec Alexandre Pouchkine et Mikhaïl Lermontov comme principaux représentants. Le mouvement s'étendit à la prose, avec entre autres Nicolas Gogol, Fiodor Dostoïevski, Ivan Tourgueniev, et Léon Tolstoï.